# Badulla
Badulla (en singhalais : බදුල්ල ; en tamoul : பதுளை) est la capitale de la province d'Uva au centre du Sri Lanka.

## Population
La ville comptait 42 923 habitants en 2007.

## Monuments et sites

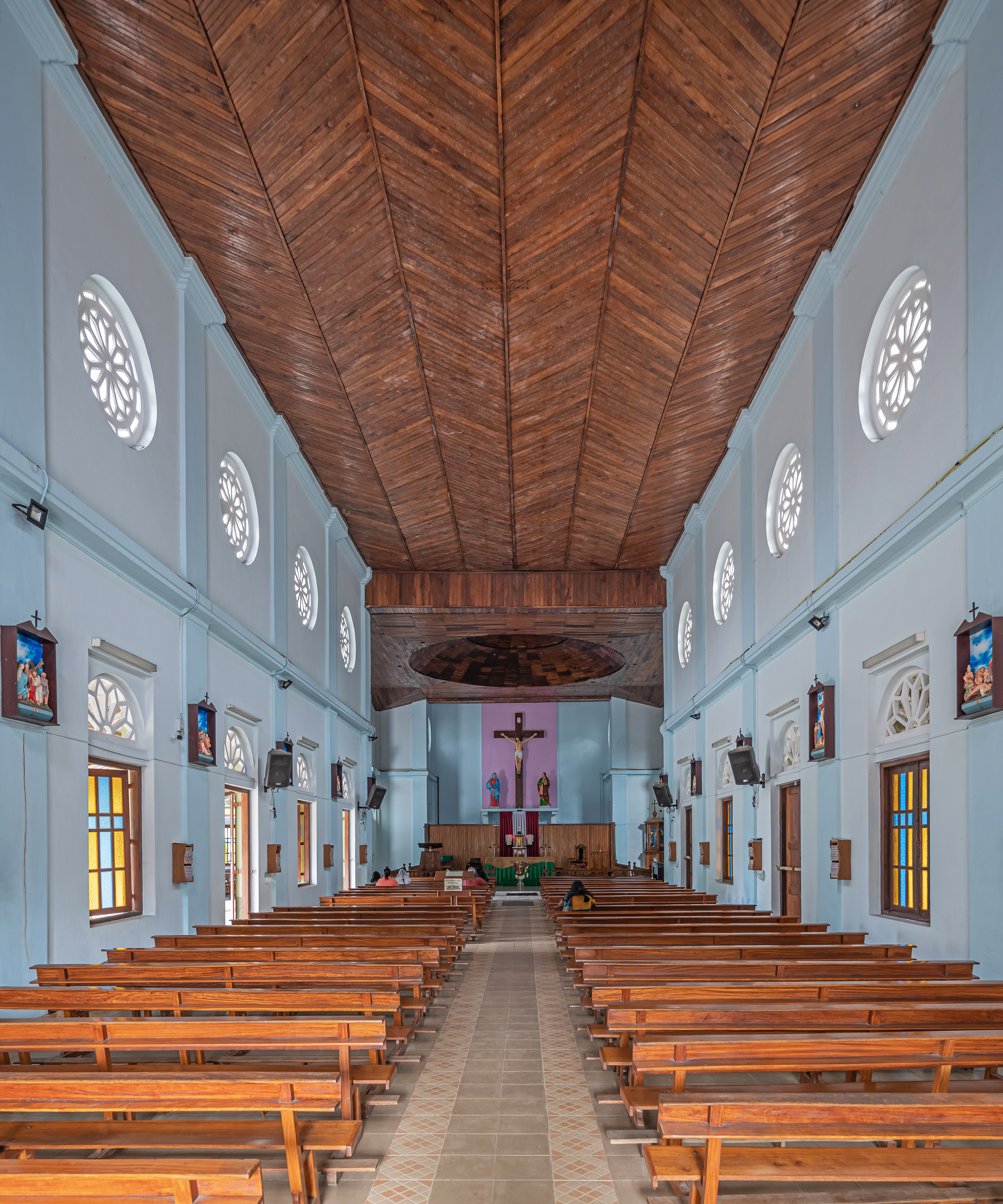
Vue intérieure de la cathédrale Sainte-Marie.

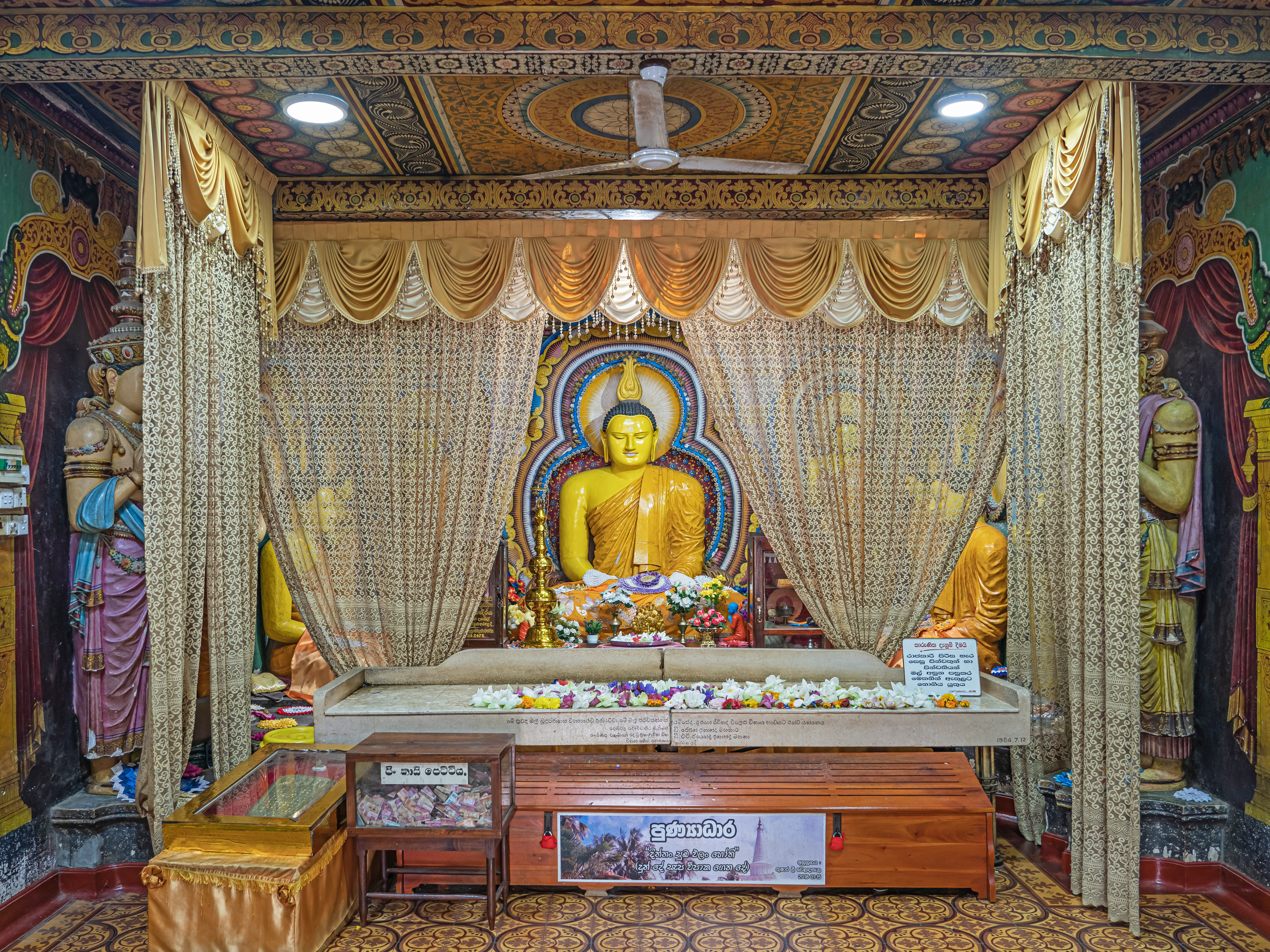
La salle de prosternation (bouddhisme) du temple Muthiya à Badullla. Janvier 2020.

- Cathédrale Sainte-Marie, cathédrale du diocèse catholique de Badulla.